# Línea Azul (Metro de Washington)
La Línea Azul del Metro de Washington consiste de 27 estaciones desde Franconia–Springfield a Largo Town Center. Sus estaciones se encuentran en el condado de Fairfax, Alexandria y Arlington, Virginia, el Distrito de Columbia y el condado de Prince George, Maryland. Trece de las estaciones de la línea son compartida con la Línea Naranja, y otras son compartidas con la Línea Amarilla; sólo ocho estaciones son exclusivamente de la línea Azul.

## Planes futuros
El Metro está actualmente considerando cambiar la ruta de la línea Azul para descongestionar la zona alrededor de la estación Rosslyn, donde se encuentran las líneas Azul y Naranja. El plan, en la cual aún está en etapa de desarrollo, seguiría usando algunos trenes de la lInea Azul en su misma ruta, mientras que otros operarían en Franconia–Springfield y el Puente de Fenwick a Greenbelt.